# Stuben (Gemeinde Weißenstein)
Stuben ist eine Ortschaft in der Gemeinde Weißenstein in Kärnten, Österreich.
Stuben liegt unterhalb des Stubner Berges, einem Höhenzug am linken Ufer der Drau, an einem ehemaligen Römerweg und war Sitz der ortenburgischen Pflegegerichte der Ämter Fresach und Weißenstein. Der Strasserhof, das ehemalige Amtshaus von Stuben, ist ein bäuerliches Anwesen, dessen Geschichte sich bis in die Zeit der Grafen von Ortenburg ins 12. Jahrhundert zurückverfolgen lässt. Er gilt als das älteste Anwesen im gesamten Gemeindegebiet. Die Bezeichnung Strasserhof geht zurück auf Martin Strasser, der Anfang des 17. Jahrhunderts hier Dorfrichter war.
Der Ort war schon im 19. Jahrhundert Teil der Gemeinde Weißenstein. 1875 umfasste er acht Häuser mit 54 Einwohnern. 
Eine kleine, ab 1615 genannte Kirche St. Gertraud, die südlich von Stuben lag, wurde wegen Baufälligkeit nur bis 1951 genutzt und durch die Hochwasser von 1965/66 zerstört.